# アーサー・プライヤー
アーサー・ウィラード・プライヤー（英語: Arthur Willard Pryor、1869年9月22日 ‐ 1942年6月18日）は、アメリカ合衆国のトロンボーン奏者、作曲家、指揮者、バンドマスター。プライアーとも表記される。

## 生涯
ミズーリ州セント・ジョセフの劇場の2階で生まれた。音楽に興味を持ち、父の指導のもとで練習するようになる。練習中に、少しでも不快な音を出すと、父が怒鳴りつけたという。
1893年のシカゴ万国博覧会にて、初めてソロで演奏した。
ヨーロッパ滞在中に、イギリス国王エドワード7世とロシア皇帝ニコライ2世の王室でトロンボーン奏者として活躍。
スーザ吹奏楽団の1人となり、「ザット・フライング・ラグ」などを作曲したが、日本では、プライヤーの少ない作品の中で、「口笛吹きと犬」だけがずば抜けて知られ、演奏されることが多い。
晩年は政治家としても活動し、ニュージャージー州代表の民主党の政治家となった。
ニュージャージー州ウエスト・ロング・ブランチで死去。
息子のロジャー・プライアはバンドマスターで映画俳優。
1985年には指揮者リック・ベンジャミンの研究対象になった。